# David Vadim
David Vadim (Oekraïens: Девід Вадим) (Oekraïne, 28 maart 1972), geboren als Vadim Shukhat (Oekraïens: Вадим Шухат), is een Oekraïens/Amerikaans acteur en voormalig bokskampioen.

## Filmografie

### Films
Uitgezonderd korte films.
- 2021 Payback - als Ruslan
- 2020 The Last Thing He Wanted - als Buck Pearson
- 2011 The Briefcase – als Khakis
- 2010 Holy Rollers – als mr. Maxim
- 2009 Staten Island – als grote man
- 2008 Punisher: War Zone – als Cristu Bulat
- 2007 Rockaway – als Yuri
- 2006 The Path to 9/11 – als Kevin Shea
- 2006 5up 2down – als Amir
- 2004 Love Rome – als David Vadim
- 2004 X, Y – als verzender
- 2001 Exit Wounds – als Matt Montini
- 2001 Brooklyn Babylon – als Judah
- 2000 Looking for an Echo – als Tommie Pirelli
- 1998 Side Streets – als Josif Iscovescu
- 1998 Dating Games – als Mark
- 1997 G.I. Jane – als Cortez
- 1997 Air Force One – als Igor Nevsky
- 1996 Ransom – als politieagent
- 1996 The Pallbearer – als neef
- 1994 Little Odessa – als Sasha

### Televisieseries
Uitgezonderd eenmalige gastrollen.
- 2024 The Penguin - als Vasily Kosov - 2 afl.
- 2018 Roeng - als Sergei - 4 afl.
- 2013-2016 The Americans - als Nikolai Timoshev - 2 afl.
- 2015-2016 Madam Secretary - als Luka Melnik, minister Buitenlandse zaken van Oekraïne
- 2015 Allegiance - als Arkady Isakof - 12 afl.
- 2015 Daredevil - als Sergei - 3 afl.
- 2009 One Life to Live – als Sergei – 12 afl.
- 2005 Rescue Me – als Paulie – 3 afl.
- 2003 Hack – als Manny – 2 afl.

- International Standard Name Identifier: 0000 0003 6276 6012
- Library of Congress Control Number: n2012001380
- Virtual International Authority File: 226766193
- WorldCat: E39PBJt8j63PPXFrg6QfbkjcT3